# Пусть будет так
«Пусть будет так» (англ. Let It Be) — документальный фильм о группе The Beatles. Снят в 1969 году, выпущен в 1970 году. В фильме рассказывается о записи альбома Let It Be. Фильм получил «Оскар» за лучшую звуковую дорожку к фильму. 
Фильм официально не выпускался с 1980-х годов, хотя были попытки выпустить фильм на DVD и Blu-ray не увенчались успехом. Отреставрированная версия фильма в формате 4K была впервые доступна на стриминговом сервисе Disney+ 8 мая 2024 года.

## Сюжет
В фильм вошла хроника работы над альбомом The Beatles с рабочим названием «Get Back», который записывался в Twickenham Film Studios со 2 по 14 января и в их собственной студии Apple Recording с 21 по 31 января 1969 года. Операторы запечатлели запись песен и репетиции группы. Начиная с 22 января 1969 года, группе помогал клавишник Билли Престон, которого Джордж Харрисон пригласил на запись песни «Get Back», рассчитывая, что присутствие нового музыканта поможет разрядить напряжение, возникшее к тому времени между участниками The Beatles.

### Концерт на крыше
В фильм вошла часть импровизированного концерта на крыше здания студии Apple Records, который группа устроила 30 января 1969 года. Они поднялись на крышу здания своей звуковой студии по адресу Saville Row, 3 и дали концерт для друзей и соседей из близстоящих домов. В нём также принимал участие Билли Престон. Выступление было прекращено полицией, вызванной жителями. На прощание Джон сказал:

Я хотел бы сказать спасибо от имени группы и нас самих, и я надеюсь, мы прошли прослушивание.
Оригинальный текст (англ.)I would like to say thank you on behalf of the group and ourselves and I hope we've passed the audition

И эта фраза закрыла будущий альбом Let It Be, ставший финалом творчества The Beatles. Этот концерт стал последним для группы, а его запись подпольно распространялась среди поклонников The Beatles.

## История создания
В рамках проекта «Get Back», задуманного Маккартни, со 2 по 31 января 1969 года кинооператоры отсняли 60 часов видеоматериалов, музыканты за тот же срок записали 150 песен, лишь шесть из которых было выпущено.
Заключительным эпизодом съёмок стал бесплатный концерт 30 января на крыше здания студии Apple Records, идея которого возникла, когда официальная презентация альбома в клубе The Roundhouse была отменена по независящим от группы причинам. На нём «The Beatles» исполнили (и записали) пять песен: «Get Back» (в двух вариантах), «Don’t Let Me Down», «One After 909», «I’ve Got a Feeling» и «All I Want Is You» (позднее получила название «Dig a Pony»). Концерт продолжался 40 минут и был прекращён полицией, вызванной жителями соседних домов.
Линдсей-Хоггу нужно было живое выступление для кульминации его документального фильма, и обсуждались разные возможности его проведения, но режиссёр предложил им подняться на крышу Apple Records и сыграть импровизированный дневной концерт. Но внезапно, перед началом, группа едва не передумала. Как описывает Линдсей-Хогг в своих мемуарах «Удача и обстоятельства», «Битлз» бездельничали на лестничной клетке, пока Маккартни пытался разбудить своих товарищей по группе. «Шестеро из нас стояли там, шоу вот-вот должно было начаться, импульс вот-вот угаснет напрочь, тоска вот-вот возьмёт своё. И ни одного голоса не было слышно. Глаза под веками смотрели на этого человека. Время замерло. — К черту, — сказал Джон, — давайте сделаем это».
К тому времени, когда Линдсей-Хогг показал группе первую версию фильма «Let It Be», — в ту ночь, когда Нил Армстронг ступил на Луну, — были явные признаки того, что «Битлз» распадаются. На следующий день после показа представитель Apple позвонил Линдсей-Хоггу и сказал, что в фильме, возможно, слишком много кадров Леннона и Оно. Он сказал: «Ну, позвольте мне сказать так, сегодня утром мне было три телефонных звонка. Итак, я получаю сообщение о том, что несколько моментов с Джоном и Йоко должно быть убрано».
Он перемонтировал фильм, и его премьера состоялась в мае 1970 года, когда «Битлз» официально распались. Ни один из участников группы не явился на премьеру фильма в Лондоне, и суд истории начал ужесточаться вокруг Let It Be как документального фильма о расставании. Когда Леннон и Оно смотрели окончательный монтаж вместе с основателем Rolling Stone Янном Веннером и его женой Джейн в кинотеатре в Сан-Франциско, они оба плакали, наблюдая за сценой на крыше.
Серьезная техническая проблема препятствовала любому возрождению: в 1971 году, сотрудник Apple, работавший в студии на Сэвил-Роу, украл 140 часов аудио, в результате чего для окончательной версии фильма «Пусть будет так» осталась только моноверсия, что навредило реалистичности фильма. Спустя десятилетия фильм «Пусть будет так» был, по существу, похоронен. После своего распада и многолетних финансовых и юридических баталий «Битлз» редко соглашались в чем-либо, но они считали, что фильм слишком мрачный и эмоционально болезненный, чтобы пересматривать его.
Украденные кассеты содержали часы записи звука, когда камеры не работали, а это означало, что потенциально можно было обнаружить еще больше доказательств ещё существовавшей дружбы битлов. «В конце концов они подключили Интерпол, — говорит режиссёр фильма „The Beatles: Get Back“ о том же проекте, но с учётом „всплывших“ в новых материалов Питер Джексон, — начале 2000-х они провели спецоперацию в Амстердаме и изъяли все ленты, кроме 40. Там было около 560 четвертьдюймовых лент. Еще 40 пропали без вести, но нам удалось найти часть этого звука из других источников».
Поскольку в последние годы Apple выпустила больше архивных материалов, историческая перспектива эпохи Let It Be изменилась. Марк Льюисон, выдающийся знаток «Битлз» в мире, провел месяц, слушая почти 98 часов студийных записей «Битлз», сделанных в январе 1969 года, и, как и Джексон, был поражен тем, что он обнаружил, заявив: «Это полностью изменило мой взгляд на музыку, и на то, каким был этот месяц». Джексон говорит, что это далеко не период распада, «эти три недели — самый продуктивный и конструктивный период во всей карьере Битлз». Треки, которые вы слышите на Let It Be, были записаны в течение этого трехнедельного периода. Группа также отрепетировала три четверти альбома Abbey Road, около половины альбома Харрисона All Things Must Pass, полдюжины песен, которые позже появятся в сольных альбомах Маккартни, и пару песен, которые появятся в альбоме Леннона. Джексон удивляется, что «Битлз делали это».
«Если бы это был вымышленный фильм о выдуманной группе, в которой один из музыкантов покидает её в конце первой части — это было бы идеально, как если бы такой эпизод на самом деле был вписан его в сценарий», — говорит Джексон. «Как ни странно, эти ребята разыгрывают свою настоящую жизнь. Они не разыгрывали это [как] фильм или сценарий — это была правда их жизни. И все же, снятому периоду работы в 21 дня, это странным образом подходит. А потом триумфальный третий акт, где, несмотря ни на что, они играют на крыше — фантастика».

## В ролях
- Джон Леннон

- Пол Маккартни
- Джордж Харрисон
- Ринго Старр
- Билли Престон
- Йоко Оно
- Линда Маккартни
- Морин Старки

## Песни в фильме

### Песни, записанные в студии
1. «Introduction»
2. «Paul Piano Intro»
3. «Don’t Let Me Down»
4. «Maxwell’s Silver Hammer»
5. «Two of Us»
6. «I’ve Got a Feeling» (1)
7. «I’ve Got a Feeling» (2)
8. «Oh! Darling»
9. «One After 909»
10. «Jazz Piano Song»
11. «Two of Us»
12. «Across the Universe»
13. «Dig a Pony»
14. «Suzy Parker»
15. «I Me Mine»
16. «For You Blue»
17. «Besame Mucho»
18. «Octopus’s Garden» (1)
19. «Octopus’s Garden» (2)

### Песни, исполненные с Билли Престоном
1. «You Really Got a Hold on Me»
2. «The Long and Winding Road»
3. «Shake, Rattle and Roll»
4. Medley/Jam: «Kansas City / Miss Ann / Lawdy Miss Clawdy»
5. «Dig It»
6. «Two of Us»
7. «Let It Be»
8. «The Long and Winding Road»

### Концерт на крыше
1. «Get Back»
2. «Don’t Let Me Down»
3. «I’ve Got a Feeling»
4. «One After 909»
5. «Dig a Pony»
6. «Get Back»
7. «End Credits»